# 小坝子镇
小坝子镇，是中华人民共和国云南省文山壮族苗族自治州马关县下辖的一个乡镇级行政单位。

## 行政区划
小坝子镇下辖以下地区：
小坝子村、半坡村、金竹棚村和田湾村。